# 라이온 킹 2
《라이온 킹 2》(The Lion King II: Simba's Pride)는 월트 디즈니 회사에서 1994년 《라이온 킹》의 후속편으로 1998년 10월 27일 출시한 미국의 비디오 영화이다.
영화의 줄거리는 심바의 딸 키아라와, 스카의 후계자로 키워지는 코부와의 사랑을 중심으로 전개된다. 전작이 셰익스피어의 비극 《햄릿》을 모티브로 제작된 반면, 후속편인 이 영화에서는 셰익스피어의 또 다른 비극인 《로미오와 줄리엣》을 모티브로 제작되었다.
영화는 2004년 8월 31일 스페셜 에디션 DVD로 재출시되기까지 등급이 지정되지 않았으나, DVD 출시 후 G 등급을 받게 되었다.

## 줄거리
영화는 심바와 날라의 새로운 후계자 키아라를 보여주는 것으로 시작한다. 키아라가 뛰어 놀게 되자 심바는 티몬과 품바에게 양육을 부탁한다. 둘에게 답답해하던 키아라는 그들에게서 벗어나 아버지의 왕국 밖으로 나가 죽음의 땅에 가게 되고, 그곳에서 코부라는 이름의 어린 사자를 만나게 된다. 키아라는 코부로부터 누구의 도움도 받지 않고 자기 앞가림은 자기 스스로 한다는 말을 듣고 큰 인상을 받는다. 물 웅덩이에서 악어들로부터 공격을 받게 된 둘은 위기에 몰리게 되지만, 다행히 코부가 용감히 적들을 유인하면서 도망칠 수 있게 된다. 키아라와 코부는 이를 계기로 친구가 되어 함께 놀려하지만, 갑자기 심바와 지라가 나타난다.
심바로 인해 프라이드 랜드에서 쫓겨난 지라는 코부를 스카가 직접 지명한 후계자로 소개하면서 영역을 침범하였으니 코부를 없애라고 협박한다. 어린 사자를 해치고 싶지 않던 심바는 떠나라고 명령하고, 코부와 키아라는 당황해한다. 심바는 규칙을 깨고 위험에 빠질 뻔한 키아라를 질책하며 언젠가 그녀가 여왕이 될것임을 주지시킨다. 키아라가 자신에겐 그럴 맘이 없다는 것을 말하자, 심바는 그것이 그녀의 운명이라 말하며, 우리는 모두 하나로 엮여 있다고 말해준다. 하지만 키아라는 그 말의 의미를 이해하지 못하고, 심바는 언젠가는 알게 될 것이라는 말을 남긴다.
그 사이 죽음의 땅에서, 지라는 코부가 키아라와 친구가 되고 싶다는 말을 처음에는 비웃나, 이를 이용해 코부가 심바와 가까워 지면 그를 없애고 왕위를 차지하여 스카의 복수를 할 수 있을 것이라는 생각을 하게 된다. 그녀는 코부를 잠재우면서 자신의 복수심을 담아 자장가를 부른다. 한편 라피키는 나무 밑에서 무파사의 영혼에게 지라가 코부에게 증오심을 심어주는 것에 대해 염려한다. 그러자 무파사는 코부와 키아라를 하나로 맺어주라는 제안을 한다.
긴 시간이 흐른 후 코부는 성인으로 성장한다. 그는 지라의 혹독한 훈련으로 암살자가 되어 심바를 죽이고자 한다. 키아라 또한 성장하여 홀로 첫 사냥을 갈 수 있게 되고, 심바에게 혼자할 수 있게 해달라고 약속을 구한다. 그러나 심바는 그녀를 몰래 잘 보살필 수 있도록 티몬과 품바를 보낸다. 키아라는 사냥에 계속 실패하다가, 티몬과 품바를 발견하고 아버지가 거짓말을 한 것에 대해 실망하며 속박을 피하기 위해 프라이드 랜드에서 벗어나려 한다. 이것을 보던 누카와 비타니는 키아라가 있던 평원에 불을 지르고 그녀를 궁지에 몬다. 지라의 계획으로 코부에게 구해진 키아라는 프라이드 랜드로 돌아오게 되고, 자신의 옛 친구인 코부를 알아보게 된다. 코부는 심바에게 자신이 무리에서 벗어났다고 거짓말을 하고 프라이드 랜드에 살게 해줄 것을 요청한다. 심바는 코부의 말을 의심하지만 은혜를 반드시 갚아야 하는 아버지의 법을 지키기 위해 그가 무리에 들어와 프라이드 바위에서 지낼 것을 허락한다. 하지만 다른 암사자들과 떨어진 동굴 밖에서 잠을 자도록 한다. 키아라는 목숨을 구해준 그에게 고마워하며 자신에게 사냥 지도를 해줄 것을 부탁한다. 심바는 꿈에서 무파사를 죽이는 스카의 모습이 코부로 바뀌는 것을 보고 꿈에 깬다. 다음 날 키아라를 지도하던 코부는 티몬과 품바가 새를 쫓는 것을 돕게 되고 함께 놀게 된다. 처음으로 훈련 아닌 놀이를 경험한 코부는 처음에는 당황해하나 친구들과 함께 놀면서 즐거움을 느낀다.
밤이 되자 코부는 스카가 친아버지는 아니지만 자신이 그와 많이 닮았다는 말을 하며, 자신도 그와 같이 잔인하고 사악한 면이 있을지도 모른다는 두려움을 느낀다. 키아라는 그런 그를 위로해준다. 심바는 이들을 지켜보면서 하늘의 조상들에게 자신의 고민을 밝힌다. 날라는 그런 심바에게 심바는 자신이 가야할 길을 가고 있지만, 코부는 다를지도 모른다고 말해준다. 코부는 자신의 정체성에 대해 고민하다 키아라를 떠나려 한다. 이때 라피키가 그를 막아서며 사랑의 기쁨을 설명해준다. 코부와 키아라는 사랑에 빠지고, 프라이드 바위로 돌아간다. 심바는 코부를 자신의 무리와 함께 잘 수 있도록 허락해주며 그를 데려간다. 비타니는 코부가 심바를 죽이지 않는 것을 보고 지라에게 보고한다.
코부는 자신이 무리에 들어온 이유를 키아라에게 고백하려 하지만, 심바가 그를 막아서며 개인적인 대화를 나누고자 함께 돌아다닌다. 불탄 숲에 온 심바는 코부에게 스카의 잔혹함을 말해주고, 코부는 자신이 몰랐던 진실을 깨닫는다. 심바는 선조들이 남긴 나쁜 인연을 기회만 준다면 후손들이 개선할 수 있다고 격려한다. 이때 지라의 무리들이 나타나 심바를 공격하고, 심바는 코부에게 배신감을 느끼지만 코부는 의도했던 상황이 아니기에 당황해한다. 누카는 지라에게 잘 보이기 위해 심바를 쫓지만 사고로 죽게 된다. 지라는 아무 짓도 하지 않은 코부를 질책하며 그의 눈에 상처를 입힌다. 코부는 스카와 자신을 관련 짓는 것을 거부하며 무리를 벗어나 프라이드 랜드로 간다. 지라는 심바가 코부를 망쳤다고 생각하며 그의 왕국을 힘으로 빼앗을 계획을 세운다. 무사히 살아남은 심바는 키아라와 티몬, 품바에게 발견되어 프라이드 바위로 돌아갈 수 있게 된다. 키아라는 코부가 심바를 곤경에 처하게 한 것을 믿지 않지만, 아무도 그녀의 편을 들어주지 않는다. 돌아온 코부는 심바에게 쫓겨나게 되고, 키아라는 다른 암사자들에게 그에게 가는 것을 저지 받는다. 다른 동물들도 코부를 비난하며 쫓아낸다. 심바는 코부가 키아라를 사랑했던 것은 음모였다고 믿으며 키아라를 밖으로 나가지 못하도록 한다. 키아라는 슬퍼하며 몰래 밖을 빠져나가 코부를 찾게 되고, 둘은 영원히 함께 있을 것임을 맹세한다. 코부는 키아라에게 멀리 달아나자고 제안하지만, 키아라는 자신들이 머물 곳은 프라이드 랜드라고 말하며 화해를 위해서는 돌아가야 한다고 설득한다.
그 사이 지라 일당이 프라이드 랜드를 공격하러 오게 되고, 심바는 암사자들을 이끌고 그들과 대치하게 되어 서로 싸우게 된다. 지라와 심바가 정면 승부를 시작하는 순간, 뒤늦게 도착한 코부와 키아라가 그들을 막는다. 키아라는 화해를 주장하고, 코부는 지라에게 키아라와 심바를 해치지 못할 것이라고 엄포한다. 키아라는 심바가 가리키는 '저들'이 우리라는 말을 해주며 그가 말해줬던 우리는 하나가 무슨 뜻인지 알게 되었다고 말한다. 지라의 공격 명령에도 불구하고, 비타니는 키아라의 말에 동조하면서 싸움을 그만둘 것을 제안한다. 지라가 비타니도 죽여버리겠다고 협박하자, 지라의 암사자들은 모두 그녀에게 등을 돌린다. 심바는 화해를 주장하지만 지라는 끝까지 거부하고 심바를 공격하려 하다 키아라에게 저지 당하고 함께 절벽으로 굴러 떨어진다. 막혀있던 협곡의 강물이 터져나오면서 매달린 지라가 위험에 처하자 키아라는 그녀를 돕고자 하지만, 호의를 거절하던 지라는 결국 급류에 휩쓸려 죽게 된다. 모든 일이 종결되자 심바는 자신에 대해서 반성하며 코부를 무리에 들어오도록 받아준다. 프라이드 바위로 돌아간 그들은 모든 동물들이 지켜보는 가운데 포효하고, 무파사의 음성이 자신의 아들을 칭찬하며 영화는 끝을 맺는다.

## 등장인물

### 프라이드 랜드
- 심바는 프라이드 랜드의 왕이자 카이온과 키아라의 아버지이다. 자유분방한 딸을 걱정한 나머지 과잉보호하게 된다.
- 키아라는 프라이드 랜드의 공주이자 카이온의 누나로 심바와 날라의 딸이며 무파사와 사라비의 손녀이자 스카의 조카다. 고집불통에 결연한 면이 있으며, 종종 아버지의 충고를 무시한다. 어릴 때나 커서나 매우 자유분방 성격이다. 어렸을 때 아버지와 고락을 같이한 친구였던 티몬과 품바에게서 벗어나 후계 경쟁자인 코부와 만나 친구가 된다. 후에 어른이 된 후에는, 무리 간의 증오에도 불구하고 서로 사랑에 빠지게 된다.
- 코부는 스카의 후계자이자 지라의 아들로 현재는 프라이드 랜드에 소속되어 있다. 스카가 살아있을 때 그에게서 선택받은 왕위 후계자이지만, 전편에서 스카가 심바에 의해 왕위에서 쫓겨나고 죽음을 맞게 되자 지라는 스카의 죽음을 복수하고 왕위를 빼앗고자 아들을 훈련시킨다. 그러나 코부는 차츰 키아라를 통해 세상의 이치를 깨우치게 되고 게다가 양아버지인 스카와 성격이 상당 부분 상충되는 까닭에 아웃랜드를 배반, 심바의 프라이드 랜드로 들어가기로 결정하게 되고 덕분에 아웃랜드의 암사자들의 우두머리인 지라가 죽게 될 때 심바에게 인정받고 아웃랜드의 암사자들과 함께 살아남게 된다.
- 티몬과 품바는 심바가 스카에 의해 프라이드 랜드에서 쫓겨났을 때 고락을 함께한 친구들이자 측근이며, 현재는 키아라의 양육을 책임지고 있다.
- 날라는 프라이드 랜드의 왕비이자 심바의 단짝으로, 카이온과 키아라의 어머니이다.
- 라피키는 프라이드 랜드의 늙고 지혜로운 맨드릴개코원숭이 가톨릭신부님이다. 무파사의 계시로 코부와 키아라 사이를 이어주려고 노력한다.
- 자주는 무파사 사후 심바의 수족이 된 신하이자 측근이다.
- 무파사는 전작에서 스카에게 배신당해 죽임을 당한 심바의 아버지이자 키온과 키아라의 할아버지다. 영화에서는 하늘의 영혼으로 나타나며, 심바의 악몽에서도 등장한다. 코부가 스카와는 달리 진정으로 프라이드 랜드와 친분이 있음을 알고 오랜 친구인 라피키에게 무언의 계시를 내리기도 한다. 명대사는 '항상 기억하라.'

### 아웃랜드
- 지라는 스카의 가장 열렬한 추종자로, 스카를 따르다 심바에 의해 추방된 암사자들의 우두머리이다. 코부가 심바의 왕위를 빼앗을 희망이라고 생각한다.
- 누카는 지라의 아들로, 아웃랜드 토착민인 하이에나 트리오 중 하나인 에드보다는 덜하지만 약간의 정신이상을 가지고 있다. 코부를 못마땅해하여 라이벌로 생각하며, 맏이인 자신이 진정한 후계자가 되길 원한다.
- 비타니는 지라의 딸로, 삼남매 중 둘째이다.

## 성우진
| 배역   | 영어 성우                              | 한국어 성우           |
| ------ | -------------------------------------- | --------------------- |
| 심바   | 매슈 브로더릭                          | 김승준                |
| 키아라 | 네브 캠벨 미셸 혼(유년기)              | 정미숙 이선영(유년기) |
| 코부   | 제이슨 마즈든 라이언 오도너휴(유년기)  | 최원형 임병국(유년기) |
| 지라   | 수잰 플레셧                            | 성선녀                |
| 날라   | 모이라 켈리                            | 서혜정                |
| 티몬   | 네이선 레인                            | 장광                  |
| 품바   | 어니 사벨라                            | 송용태                |
| 라피키 | 로버트 기욤                            | 장승길                |
| 자주   | 에드워드 히버트                        | 탁원제                |
| 누카   | 앤디 딕                                | 서재경                |
| 비타니 | 메러디스 스콧 린 레이시 셔베어(유년기) | 이선 전성초           |
| 무파사 | 제임스 얼 존스                         | 유강진                |
| 스카   | 짐 커밍스                              | 조동희                |

## 출시
1998년, 디즈니는 《라이온 킹》의 후속작이 인기를 끌 것이라 확신하며 1500만 개를 생산하여 10월 27일 출시하였다. 비디오는 3일 동안 350만개가 판매되었으며, 90년대 말까지 3000만 개를 판매하였다. 영화는 1998년 10월 27일 미국에서 VHS판으로 출시되었고 1999년 6월 8일에는 LD판으로 출시되었다. 1999년 11월 23일 DVD판이 한정 물량으로 출시되었고, 2000년 1월 19일 단종 되었다. 2004년 8월 31일에는 2 디스크 스페셜 에디션 DVD로 재출시되었으며, 2005년 1월에 단종되었다.

### 재출시 DVD 변경점
첫 출시 때 《라이온 킹 2》 DVD의 화면비는 1:33:1이었으나, 스페셜 에디션에는 1:66:1로 변경되었다. 스페셜 에디션의 또 다른 주된 변화점은 화질의 개선이다. 화면이 환하고 밝게 바뀌었으며, 진한 색이 줄어들었다. 또한, 애니메이션 장면도 조금 변경되었다. 코부가 악어들을 유인하다 물에 빠져서 허우적 대는 장면의 경우, 오리지널 판에서는 다가오는 악어를 보고 입을 벌려 비명을 지르지만, 스페셜 에디션에서는 입을 벌리지 않고 재빠르게 머리를 돌려 키아라의 얼굴을 바라본다.

## 평가
TV 프로그램인 《에버트와 로퍼》는 이 후속작에 대해서 매우 훌륭한 영화임을 뜻하는 "엄지 두 개"(two-thumbs up)를 들어 보이며 "역사상 가장 훌륭한 영화 중의 하나인 《라이온 킹》의 만족스러운 후속작이다."라고 평했다. 하지만, 전작의 사운드트랙보다 못한 음악의 부족성을 들어 비디오로 영화를 출시하는게 좋은 선택이었다고 언급하였다.

## 음악

### 노래
- "네 안에 함께 있어"(He Lives in You)는 레보 M과 아프리카 합창단이 부른 노래로, 키아라의 탄생을 알리는 장면에서 등장한다. "삶의 순환"(Circle of Life)과 동격의 노래로, 전작에서 심바에게 라피키가 "무파사가 네 안에 있다"는 말을 통해서도 나타난다. 이 노래는 전작을 원작으로 한 브로드웨이 뮤지컬에서 먼저 등장한다.
- "우리는 하나야"(We Are One)는 심바가 코부와 만나 위험에 빠질 뻔한 키아라를 훈계하면서 그녀의 운명의 중요성에 대해 설명해주는 장면에서 등장한다. 이 노래는 전작에서 무파사가 심바에게 선대 왕들에 대해서 이야기해주는 부분과 연관된다.심바의 노래는 캠 클라크가 불렀다.
- "나의 자장가"(My Lullaby)는 지라가 코부에게 들려주는 자장가로, 코부가 심바를 죽일 계획과 그에 대한 자부심을 밝히는 노래이다. 노래의 마지막에서 지라가 암사자들 무리 위에서 군림하는 장면은 전작에서 스카가 하이에나 무리 위에 군림하는 장면의 연장선이 된다. 지라가 누카를 대하는 태도는 전작에서 스카가 하이에나 센지와 반자이, 에드를 대하는 태도와 유사하다.
- "유펜디"(Upendi, 스와힐리어로 "사랑")는 라피키가 키아라와 코부에게 사랑의 기쁨에 대해서 가르쳐주는 노래이다. 라피키와 그의 사파리 친구들이 부르며, 전작의 노래 "하쿠나 마타타"(Hakuna Matata)와 유사한 성격을 갖는다.
- "우리 중 하나"(One of Us)는 자신을 죽이고자 배신했다고 믿는 심바에게 코부가 영원히 추방 당하는 장면에서 나오는 노래이다.
- "우리는 사랑을 할거야"(Love Will Find a Way)는 코부가 추방 당한 후 키아라와 코부가 재회하면서 서로의 사랑을 깨닫자 부르는 노래이다. 코부의 노래는 케니 래티모어, 키아라의 목소리는 헤더 헤들리가 맡았다. 전작의 노래 "사랑으로 가득한 이 밤을 느껴요"(Can You Feel the Love Tonight)와 유사하다.

### 프라이드 바위로의 귀환
1998년 9월 8일 라이온 킹 2의 음악을 수록한 《프라이드 바위로의 귀환》(Return to Pride Rock)이 발매되었다. 영화의 사운드트랙으로 홍보되지는 않았지만, 영화에 등장하는 노래를 포함하여 레보 M이 작곡한 노래, 티나 터너가 부른 "네 안에 함께 있어"가 추가 수록되었다. 2004년 8월 31일 디즈니는 이 앨범을 2 디스크 스페셜 에디션 DVD와 함께 "확장 사운드트랙"으로 동시 발매하였다. 하지만 CD에는 영화의 주요 노래만이 삽입되어 있으며, 《라이온 킹》의 노래는 들어가지 않았다.
1. 네 안에 함께 있어 (He Lives in You)
2. 우리는 하나야 (We Are One)
3. 유펜디 (Upendi)
4. 우리가 될 수 없어 (Not one of Us)
5. 나의 자장가 (My Lullaby)
6. 우리는 사랑을 할거야 (Love Will Find a Way)
7. 우리는 하나야 (We Are One)
8. 너를 믿는 그녀 (She Believes in You)
9. 어린이를 위한 노래 (Song for the Children)
10. 달을 보고파 (I Want to See the Moon)
11. 사자가 잠을 자네 (The Lion Sleeps Tonight)
12. 우리는 사랑을 할거야 (Love Will Find a Way, 엔딩 타이틀)